# Adenosma hirsutum
Adenosma hirsutum là một loài thực vật có hoa trong họ Mã đề. Loài này được (Miq.) Kurz mô tả khoa học đầu tiên năm 1876.